# Lysania
Lysania Thorell, 1890 è un genere di ragni appartenente alla famiglia Lycosidae.

## Distribuzione
Le 4 specie note di questo genere sono state reperite in Cina, Malaysia, Borneo e India.

## Tassonomia
Rimosso dalla sinonimia con il genere Anomalomma Simon, 1890, a seguito di uno studio dell'aracnologo Roewer (1960d).
Non sono stati esaminati esemplari di questo genere dal 2015.
Attualmente, a luglio 2017, si compone di 4 specie:
- Lysania deangia Li, Wang & Zhang, 2013 — Cina
- Lysania prolixa Malamel, Sankaran, Joseph & Sebastian, 2015 — India
- Lysania pygmaea Thorell, 1890[2] — Cina, Malesia
- Lysania sabahensis Lehtinen & Hippa, 1979 — Borneo